# Прапор Алмати
Прапор Алмати є офіційним символом попередньої столиці Казахстану міста Алмати.

## Опис
Прапор Алмати є білим полотнищем з тонкими червоними смужками по верхній і нижній кромках. У центрі розташована міська емблема Алмати. Відношення ширини прапора до довжини 1:2.

## Історія

### Радянський час
У Радянському Союзі міста не мали прапорів. Але натомість у них були червоні прапори з відповідними написами.

### Перший прапор
Перший офіційний затверджений прапор міста з'явився разом із гербом у 1993 році. Прапор змінювався, змінюючи лише герб та відтінок червоних смуг. Сучасний прапор затверджено у 2014 році, коли створився Науризбайський район, через що довелося додати 1 квітку яблука у гербі.

## Обґрунтування символіки
Можливо, тонкі червоні смуги в нижній та верхній кромках символізує колір апорту, який колись зростав у місті (можливо й зараз). Точну символіку смуг не визначено.

## Схожі прапори
Через червоні смуги цей прапор схожий на прапор Австрії, у якої теж смуги, але вони товщі.

Прапор Австрії
Прапор Берліна
Прапор Берліна 1934–1954
Прапор Східного Берліна1956-1990